# Leandro de Borbón
Leandro Alfonso Luis de Borbón y Ruiz, antes Leandro Alfonso Luis Ruiz Moragas (Madrid, 26 de abril de 1929-Madrid, 18 de junio de 2016), fue un hijo no matrimonial del rey Alfonso XIII de España. Reclamaba para sí el título de infante de España y el tratamiento de alteza real, aunque tales pretensiones no recibieron nunca reconocimiento oficial durante su vida.

## Biografía
Leandro Alfonso fue un hijo extramatrimonial del rey Alfonso XIII y la actriz Carmen Ruiz Moragas.
Carmen Ruiz Moragas falleció en Madrid en junio de 1936, un mes antes del estallido de la Guerra Civil, que Leandro y su hermana pasaron en la capital experimentando las estrecheces y calamidades de toda la población madrileña. Terminada la guerra, el administrador de la Casa de Alba le comunicó su auténtica ascendencia. Tenía diez años. A partir de entonces la vida de Leandro y de su hermana María Teresa cambió para mejor, con un tutor en la persona del conde de los Andes.
Leandro fue educado en el Real Colegio Alfonso XII de los Agustinos del Monasterio de El Escorial y en el colegio de los escolapios de Sevilla, educación financiada por una cuenta suiza de su padre. Obtenido el Bachillerato, estudió Derecho en la Universidad María Cristina de El Escorial y realizó el servicio militar en el Ejército del Aire, concluyendo su formación como piloto. En 1955 accedió a su parte de la herencia de Alfonso XIII. Dada la modestia de sus recursos económicos, Leandro trabajó en distintas actividades, entre ellas la venta de coches y de chatarra.
Sus relaciones con la Casa Real, correctas durante tres decenios, se deterioraron durante la década de 1990. A raíz de ello, Leandro decidió darse a conocer, y con la ayuda del periodista José María Solé dio a luz sus memorias: El bastardo real: memorias del hijo no reconocido de Alfonso XIII.
Leandro murió en Madrid el 18 de junio de 2016 tras un paulatino deterioro de su salud, a raíz de una neumonía sufrida meses atrás.
Sus restos mortales fueron enterrados en el Cementerio de La Almudena.

## Reconocimiento legal de la paternidad
Dado que la Casa Real Española no se pronunció oficialmente en cuanto a su parentesco, Leandro presentó el 3 de diciembre de 2002, ante el juez del Registro Civil de Madrid, un expediente de reconocimiento de paternidad. El auto de 21 de mayo de 2003 respaldó sus pretensiones:

Que en el expediente gubernativo 978/02 sobre determinación de filiación, debía estimar y estimaba la solicitud formulada por don Leandro Alfonso Ruiz Moragas, acordando en su virtud que en su Acta de nacimiento se haga constar que el inscrito es hijo de Su Majestad don Alfonso de Borbón y Austria. Como consecuencia de esa determinación de filiación paterna, y conforme al artículo 55 de la Ley del Registro Civil, el inscrito ostentará en lo sucesivo los apellidos de Borbón Ruiz.

Dentro del auto, en la providencia primera de 28 de abril de 2004, se reconocía a Leandro como hijo de Alfonso XIII, «con todos los derechos que le fueran favorables» y sin necesidad de ninguna prueba de ADN.

## Derechos sobre la Corona española
A juicio del estudioso Luis Español, Leandro poseía derechos sobre la Corona española, dado que la vigente Constitución no admite discriminación alguna entre los hijos naturales y los habidos dentro del matrimonio.
En su opinión, el orden de sucesión de la Corona, si se hubiera aceptado que la renuncia del infante Jaime tenía todavía vigencia, así como las de las hermanas del rey Juan Carlos I (Pilar y Margarita) y no se modificara la prelación de los varones sobre las mujeres, Leandro y sus descendientes hubieran sido llamados a suceder, aunque sólo si se extinguieran todos los descendientes de Juan de Borbón, es decir, los hijos y nietos de Juan Carlos I, estando por delante de los descendientes del infante Carlos de Borbón-Dos Sicilias, nieto de Mercedes de Borbón y Austria, princesa de Asturias y bisnieto de Alfonso XII de España. Habitualmente se considera que el infante Carlos y su descendencia es la que está llamada a suceder a la descendencia de Juan Carlos I.
Según la Constitución española, la persona del rey, en ese caso, sería elegida por las Cortes Generales:

La Corona de España es hereditaria en los sucesores de S. M. Don Juan Carlos I de Borbón, (...) Extinguidas todas las líneas llamadas en derecho, las Cortes Generales proveerán a la sucesión en la Corona que más convenga a los intereses de España.

## Tratamiento
Tras el reconocimiento legal de que Alfonso XIII era su padre, Leandro Alfonso de Borbón reclamó la condición de infante de España y el tratamiento de su alteza real. Esta reclamación tiene su origen en la interpretación del artículo 3 del Real Decreto 1368/1987:

Los hijos del Rey que no tengan la condición de Príncipe o Princesa de Asturias y los hijos de este Príncipe o Princesa serán Infantes de España y recibirán el tratamiento de Alteza Real. Sus consortes, mientras lo sean o permanezcan viudos, tendrán el tratamiento y honores que el Rey, por vía de gracia, les conceda en uso de la facultad que le atribuye el apartado f) del artículo 62 de la Constitución.

Asimismo el Rey podrá agraciar con la Dignidad de Infante y el tratamiento de Alteza a aquellas personas a las que juzgue dignas de esta merced por la concurrencia de circunstancias excepcionales.

Fuera de lo previsto en el presente artículo y en el anterior, y a excepción de lo previsto en el artículo 5 para los miembros de la Regencia, ninguna persona podrá:

a) titularse Príncipe o Princesa de Asturias u ostentar cualquier otro de los títulos tradicionalmente vinculados al sucesor de la Corona de España.

b) titularse Infante de España.

c) recibir los tratamientos y honores que corresponden a las dignidades de las precedentes letras a) y b).

Por el contrario, otros autores (como Juan Balansó o José Luis Sampedro Escolar) consideran que la resolución judicial que reconoce el derecho de Leandro Alfonso de Borbón —dentro de la actual legislación— a ostentar los apellidos de Borbón y Ruiz no expresa nada sobre título y tratamiento alguno que habría de ser concedido, en último término, por el rey, pues no se trata de derechos civiles, que ya ha conseguido, sino de cuestiones de rango, competencia del rey Juan Carlos como jefe de la Familia Real española.
De cualquier manera, de acuerdo con las pretensiones de Leandro de Borbón, la providencia de abril de 2003, no habiendo sido objeto de recurso, sería firme, y por lo tanto Leandro Alfonso de Borbón consideró que tendría condición de infante y tratamiento de su alteza real.

## Matrimonios y descendencia
En junio de 1952, se casó con María del Rosario Vidal y de Bárnola (26 de junio de 1928-24 de noviembre de 1991), hija del doctor de medicina Eduardo Vidal y Martínez de Cerveró (30 de agosto de 1896-10 de enero de 1986) y de Luisa María de Bárnola y Escrivá de Romaní (27 de octubre de 1903-19 de enero de 1998). Con quien tuvo seis hijos y once nietos:
- María Cristina de Borbón y Vidal (27 de marzo de 1953), casada con José Manuel Tejón Borrajo (11 de julio de 1951), con quien tuvo tres hijos:
  - Juan Tejón y Borbón (27 de mayo de 1977).
  - Javier Tejón y Borbón (1981).
  - María del Pilar Tejón y Borbón (1984).
- Alfonso Javier de Borbón y Vidal (12 de enero de 1955), casado con María Teresa de Santiago (1955), sin descendencia.
- Blanca Isabel de Borbón y Vidal[12] (8 de agosto de 1956), 3.ª Finalista de Acorralados 2011: Aventura en el bosque, estuvo casada con Jesús María Mateos y Morillo, con quien tuvo un hijo:
  - Pablo Mateos y Borbón (2000).
- Eduardo Leandro de Borbón y Vidal (1956), estuvo casado con Rosa María Garde Lemana, con quien tuvo 2 hijos, se divorciaron y se casó en segundas nupcias con Ana Espinosa de los Monteros.
  - Almudena Julia de Borbón y Garde (1985).
  - Alfonso de Borbón y Garde (2006).
- Luisa María de Borbón y Vidal (1958-1961), murió a los tres años.
- María de las Mercedes de Borbón y Vidal (4 de noviembre de 1960), casada con Luis María Sautu Apellániz, con quien tuvo cinco hijos.
  - Elena Cristina Sautu y Borbón (1989).
  - Isabel Sautu y Borbón (1991).
  - Luis Alfonso Sautu y Borbón (1993).
  - María de las Mercedes Sautu y Borbón (1995).
  - Carlos David Sautu y Borbón (1997).

El matrimonio se divorció en 1981.
El 13 de julio de 1982, se casó con María de la Concepción de Mora y Ruiz (1940-), con quien tuvo un único hijo:
- Leandro Julio de Borbón y de Mora (29 de julio de 1974), casado con Belén García Madrid, divorciados y sin descendencia.[13] Contrae segundas nupcias con Rosalía García-Sanz Cruzado.

## Otros hijos de Alfonso XIII y Carmen Ruiz Moragas
Además de Leandro, Carmen Ruiz Moragas tuvo otra hija del rey Alfonso XIII, María Teresa Ruiz Moragas (Florencia, junio de 1925-Florencia, 1965). Se casó en Madrid (26 de octubre de 1957) con el ciudadano italiano Arnoldo Bürgisser Hufenus (1927-1993). Tuvieron dos hijos: Leandro (1958-2010) y María del Carmen Bürgisser Ruiz (1959), ambos con descendencia.

## Ancestros
|  |                                           |  |  |  |  |  |  |  |  |  |  |  |  |  |  |  |
|  | 16. Francisco de Paula de Borbón          |  |  |  |  |  |  |  |  |  |  |  |  |  |  |  |
|  |                                           |  |  |  |  |  |  |  |  |  |  |  |  |  |  |  |
|  |                                           |  |  |  |  |  |  |  |  |  |  |  |  |  |  |  |
|  | 8. Francisco de Asís de Borbón            |  |  |  |  |  |  |  |  |  |  |  |  |  |  |  |
|  |                                           |  |  |  |  |  |  |  |  |  |  |  |  |  |  |  |
|  |                                           |  |  |  |  |  |  |  |  |  |  |  |  |  |  |  |
|  | 17. Luisa Carlota de Borbón-Dos Sicilias  |  |  |  |  |  |  |  |  |  |  |  |  |  |  |  |
|  |                                           |  |  |  |  |  |  |  |  |  |  |  |  |  |  |  |
|  |                                           |  |  |  |  |  |  |  |  |  |  |  |  |  |  |  |
|  | 4. Alfonso XII de España                  |  |  |  |  |  |  |  |  |  |  |  |  |  |  |  |
|  |                                           |  |  |  |  |  |  |  |  |  |  |  |  |  |  |  |
|  |                                           |  |  |  |  |  |  |  |  |  |  |  |  |  |  |  |
|  | 18. Fernando VII de España                |  |  |  |  |  |  |  |  |  |  |  |  |  |  |  |
|  |                                           |  |  |  |  |  |  |  |  |  |  |  |  |  |  |  |
|  |                                           |  |  |  |  |  |  |  |  |  |  |  |  |  |  |  |
|  | 9. Isabel II de España                    |  |  |  |  |  |  |  |  |  |  |  |  |  |  |  |
|  |                                           |  |  |  |  |  |  |  |  |  |  |  |  |  |  |  |
|  |                                           |  |  |  |  |  |  |  |  |  |  |  |  |  |  |  |
|  | 19. María Cristina de Borbón-Dos Sicilias |  |  |  |  |  |  |  |  |  |  |  |  |  |  |  |
|  |                                           |  |  |  |  |  |  |  |  |  |  |  |  |  |  |  |
|  |                                           |  |  |  |  |  |  |  |  |  |  |  |  |  |  |  |
|  | 2. Alfonso XIII de España                 |  |  |  |  |  |  |  |  |  |  |  |  |  |  |  |
|  |                                           |  |  |  |  |  |  |  |  |  |  |  |  |  |  |  |
|  |                                           |  |  |  |  |  |  |  |  |  |  |  |  |  |  |  |
|  | 20. Carlos de Austria-Teschen             |  |  |  |  |  |  |  |  |  |  |  |  |  |  |  |
|  |                                           |  |  |  |  |  |  |  |  |  |  |  |  |  |  |  |
|  |                                           |  |  |  |  |  |  |  |  |  |  |  |  |  |  |  |
|  | 10. Carlos Fernando de Austria            |  |  |  |  |  |  |  |  |  |  |  |  |  |  |  |
|  |                                           |  |  |  |  |  |  |  |  |  |  |  |  |  |  |  |
|  |                                           |  |  |  |  |  |  |  |  |  |  |  |  |  |  |  |
|  | 21. Enriqueta de Nassau-Weilburg          |  |  |  |  |  |  |  |  |  |  |  |  |  |  |  |
|  |                                           |  |  |  |  |  |  |  |  |  |  |  |  |  |  |  |
|  |                                           |  |  |  |  |  |  |  |  |  |  |  |  |  |  |  |
|  | 5. María Cristina de Habsburgo-Lorena     |  |  |  |  |  |  |  |  |  |  |  |  |  |  |  |
|  |                                           |  |  |  |  |  |  |  |  |  |  |  |  |  |  |  |
|  |                                           |  |  |  |  |  |  |  |  |  |  |  |  |  |  |  |
|  | 22. José Antonio de Austria               |  |  |  |  |  |  |  |  |  |  |  |  |  |  |  |
|  |                                           |  |  |  |  |  |  |  |  |  |  |  |  |  |  |  |
|  |                                           |  |  |  |  |  |  |  |  |  |  |  |  |  |  |  |
|  | 11. Isabel Francisca de Austria           |  |  |  |  |  |  |  |  |  |  |  |  |  |  |  |
|  |                                           |  |  |  |  |  |  |  |  |  |  |  |  |  |  |  |
|  |                                           |  |  |  |  |  |  |  |  |  |  |  |  |  |  |  |
|  | 23. María Dorotea de Würtemberg           |  |  |  |  |  |  |  |  |  |  |  |  |  |  |  |
|  |                                           |  |  |  |  |  |  |  |  |  |  |  |  |  |  |  |
|  |                                           |  |  |  |  |  |  |  |  |  |  |  |  |  |  |  |
|  | 1. Leandro de Borbón                      |  |  |  |  |  |  |  |  |  |  |  |  |  |  |  |
|  |                                           |  |  |  |  |  |  |  |  |  |  |  |  |  |  |  |
|  |                                           |  |  |  |  |  |  |  |  |  |  |  |  |  |  |  |
|  | 6. Leandro Antolín Ruiz y Martínez        |  |  |  |  |  |  |  |  |  |  |  |  |  |  |  |
|  |                                           |  |  |  |  |  |  |  |  |  |  |  |  |  |  |  |
|  |                                           |  |  |  |  |  |  |  |  |  |  |  |  |  |  |  |
|  | 3. María del Carmen Ruiz y Moragas        |  |  |  |  |  |  |  |  |  |  |  |  |  |  |  |
|  |                                           |  |  |  |  |  |  |  |  |  |  |  |  |  |  |  |
|  |                                           |  |  |  |  |  |  |  |  |  |  |  |  |  |  |  |
|  | 7. María de las Mercedes Moragas y Pareja |  |  |  |  |  |  |  |  |  |  |  |  |  |  |  |
|  |                                           |  |  |  |  |  |  |  |  |  |  |  |  |  |  |  |
|  |                                           |  |  |  |  |  |  |  |  |  |  |  |  |  |  |  |

### Memorias
- Alfonso XIII visto por su hijo: conversaciones con su Alteza don Leandro Alfonso de Borbón Ruiz Austria, Infante de España [José Liberto López de la Franca y Gallego], Barcelona, Martínez Roca, 2007, ISBN 84-270-3330-3.
- De bastardo a Infante de España, edición de José María Solé, prólogo de Luis Martínez-Calcerrada, Madrid, La Esfera de los Libros, 2004. ISBN 84-9734-194-5.
- El bastardo real: memorias del hijo no reconocido de Alfonso XIII, edición de José María Solé, prólogo de Jaime Peñafiel, Madrid, La Esfera de los Libros, 2004. ISBN 84-9734-190-2.

### Otras fuentes
- Luis Español Bouché, Nuevos y viejos problemas en la sucesión de la Corona Española: pragmática de Carlos III sobre matrimonios desiguales, derechos a la Corona de los hijos naturales, necesidad de una Ley de sucesión, doña Teresa de Vallabriga, Madrid, Instituto Salazar y Castro: Ed. Hidalguía, 1999, ISBN 84-89851-13-1.
- Lucas Montojo. Leandro de Borbón o el final de una etapa. La Razón, 2016, (pág. 81).
- Luis Español Bouché Los reyes naturales en gran parte reproducido en De bastardo a Infante de España (págs. 170-172).
- Constitución española de 1978
- José Luis Sampedro Escolar, Dinastías de Traición, Madrid, editorial La Esfera de los Libros, 2008, ISBN 978-84-9734-768-6 (págs. 120-121)